# Pak Jong-chol
Pak Jong-chol (coreeană 박정철; n. 26 octombrie 1987, Phenian, RPDC) este un fost boxer nord-coreean, reprezentant al celei mai ușoare categorii de greutate. A evoluat pentru echipa națională de box din RPDC la sfârșitul anilor 2000 - începutul anilor 2010. Este câștigător și medaliat la turneele internaționale, participant la Jocurile Olimpice de vară de la Londra.